# Steel Venom
Steel Venom sont des montagnes russes inversées navette lancées du parc Valleyfair, situé à Shakopee, dans le Minnesota, aux États-Unis.

## Description
Le parcours est en forme de U, avec deux tours de 56,4 mètres de hauteur. La tour avant a une spirale, et la tour arrière, qui est droite, produit une chute libre. Le train, lancé par des  moteurs linéaires à induction, est accéléré de 0 à 109,4 km/h en moins de quatre secondes vers la tour avant de redescendre, de traverser la gare et de monter l'autre tour. Un frein est intégré à la tour droite, qui peut suspendre le train avant qu'il redescende vers la gare.

## Train
Steel Venom a un train de sept wagons. Les passagers sont placés à deux sur deux rangs pour un total de vingt-huit passagers par train.